# Invasione della baia dei Porci
L'invasione della baia dei Porci fu il fallito tentativo di rovesciare il governo di Fidel Castro a Cuba, messo in atto dalla CIA degli Stati Uniti d'America per mezzo di un gruppo di esuli cubani anticastristi, fatti sbarcare nella parte sud-ovest dell'isola. L'operazione è conosciuta in inglese come Bay of the Pigs Invasion e, tra i cubani, col nome spagnolo di invasión de Playa Girón o batalla de Girón.
L'operazione, programmata dal direttore della CIA Allen Welsh Dulles durante l'amministrazione Eisenhower, fu lanciata nell'aprile 1961, neanche tre mesi dopo l'insediamento di John Fitzgerald Kennedy alla Presidenza. Le forze armate cubane, equipaggiate e addestrate dalle nazioni filo-sovietiche del blocco orientale, sconfissero la forza d'invasione in tre giorni di combattimenti.
La forza da sbarco principale prese terra in una spiaggia chiamata Playa Girón, motivo per cui nei paesi sudamericani il fatto è noto anche come "battaglia di Girón" o semplicemente "Playa Girón". Il piano preparato dal Gruppo 5412 della CIA, il 16 marzo 1960, fu denominato "Un programma d'azione clandestina contro il regime di Castro" (A Program of Covert Action against the Castro Regime) e in seguito chiamato "operazione Zapata", dal nome geografico della zona da conquistare (Ciénaga de Zapata). L'operazione causò gravi danni d'immagine alla politica elettorale di Kennedy, detta della Nuova Frontiera, improntata su auspici di pace e libertà.

## Antefatti

### Le motivazioni
L'ipotesi di uno sbarco alla baia dei Porci, ossia l'invasione di Cuba, aveva cause politiche ed economiche. I motivi politici erano dovuti al fatto che Fidel Castro era favorevole a una aggregazione di stati centro e sud-americani, facendo temere all'amministrazione statunitense una democratizzazione operaia o contadina di tipo consiliare dell'America Latina. Gli statunitensi erano poi in piena azione definita di roll back, con la quale avviene il passaggio da una politica estera di contenimento, a una aggressiva volta a instaurare governi filo-occidentali, ed erano decisi a riportare l'isola sotto la sfera d'influenza statunitense. A questo fine ben si prestavano alcuni membri del Consiglio Rivoluzionario Cubano, attivo nella Florida e finanziato dagli Stati Uniti, che, a suo tempo, avevano combattuto a fianco di Fidel Castro per avere una democrazia cubana, e ora volevano attuare la loro versione di ideale democratico a Cuba.
Più estesi erano i motivi economici. Nel giugno 1960 Fidel Castro, succeduto il 1º gennaio 1959 al dittatore filo-statunitense Fulgencio Batista a seguito della rivoluzione cubana, aveva nazionalizzato le raffinerie della Esso di John D. Rockefeller e della Shell di Marcus Samuel, ad Havana Harbor e della Texaco di Joseph S. Cullinan, Thomas J. Donoghue, Walter Benona Sharp e Arnold Schlaet a Santiago di Cuba, perché si erano rifiutate di raffinare il petrolio sovietico.
Il 17 settembre vennero espropriate tutte le banche statunitensi, compresa la First National City Bank di New York di James Stillman Rockefeller, la First National Bank di Boston e la Chase Manhattan Bank, di David Rockefeller, e altre società; in ottobre furono chiusi casinò e le catene di "alberghi" Riviera e Capri (alberghi del Turismo sessuale), di Meyer Lansky, di Lucky Luciano, di Santo Trafficante Sr. e di Frank Costello.
Circa 250 000 cubani fuggirono per emigrare negli Stati Uniti, perdendo i loro beni. In campo agricolo, con la riforma agraria, il governo aveva distribuito ai contadini cubani, raccolti in società cooperative, 270 000 ettari di latifondo e porzioni di territorio già coltivato, circa 35 000 ettari della United Fruit Company di proprietà di Nelson Rockefeller (Rockefeller-owned United Fruit Company, UFCO) della quale Allen Welsh Dulles, direttore della CIA, aveva capitali azionari e come socio di maggioranza ne era presidente e rappresentante legale. Aveva perso proprietà la ITT Corporation e altre aziende statunitensi, la maggior parte produttrici di zucchero, fra cui la West Indies Sugar Company di George Herbert Walker Jr., per un totale di 70 000 ettari, colpendo direttamente gli interessi dei proprietari delle società statunitensi e avvicinandosi, con lo scambio di zucchero per petrolio, all'Unione Sovietica.
Questi terreni furono risarciti al prezzo dichiarato dalle società al catasto cubano, ma i proprietari si lamentavano che era troppo poco. I diritti di tutte queste società venivano sostenuti per interessamento del direttore della CIA che era contemporaneamente direttore di una ditta di banane operante in territorio cubano. Il 6 luglio 1960 il presidente degli Stati Uniti ridusse e soppresse la quota di zucchero che gli USA importavano da Cuba. Il 7 luglio 1960 il Parlamento cubano votò una legge per la nazionalizzazione delle società statunitensi operanti a Cuba, che vennero rimborsate con buoni governativi trentennali, con un interesse annuo di meno del 2%. Il 19 ottobre 1960 il governo degli Stati Uniti reagì imponendo un embargo totale sulle esportazioni a Cuba di prodotti e tecnologie, eccetto medicinali e prodotti alimentari.

### Il piano per rovesciare Castro
Il piano originale prevedeva una sollevazione popolare dall'interno, che provasse la disaffezione delle popolazioni rispetto al regime monopartitico di stampo socialista, che secondo Castro e i suoi sostenitori era una democrazia popolare apartitica ma che i dissidenti e una certa parte degli analisti politici internazionali definivano come regime totalitario, e la creazione di un'opposizione cubana responsabile e unificata contro Fidel Castro, situata al di fuori di Cuba (il 22 marzo 1961 a Miami fu creato il Concilio Rivoluzionario Cubano); lo sviluppo di una comunicazione di massa per il popolo cubano come base di una potente offensiva di propaganda (allo scopo dal maggio 1960 erano state create le emittenti Radio Swan, in Honduras, e la radio degli esuli cubani); la creazione e lo sviluppo di una rete segreta di spionaggio e l'organizzazione di azioni di sabotaggio all'interno di Cuba, che rispondesse alle direttive e agli ordini dell'opposizione in esilio (nacquero i gruppi di sabotatori Operazione 40, nel 1960, e Alpha 66, nel 1961).
Il piano, chiamato "Programma per un'azione segreta contro il regime di Castro" (A Program of Covert Action against the Castro Regime),, nome in codice Jmarc, fu elaborato dal Gruppo 5412 sostenuto da Richard Nixon, allora vicepresidente durante l'amministrazione di Dwight Eisenhower; quest'ultimo approvò il piano il 17 marzo 1960. Notizie sul piano presero ben presto a circolare sulla stampa: il 30 ottobre il giornale La Hora a Città del Guatemala diede notizia di una base segreta nella quale si stava preparando l'invasione di Cuba; il 19 novembre 1960 il professore Ronald Hilton, direttore dell'Istituto di studi ispano-americani (Institute of Hispanic American Studies) dell'Università di Stanford, appena tornato da un viaggio di ricerca in Guatemala, pubblicò sull'Hispanic-American Report e sul settimanale The Nation la notizia che esuli cubani, addestrati dalla CIA, erano in procinto di rovesciare Castro. A dicembre numerosi giornali statunitensi pubblicarono notizie su una misteriosa base militare in una piantagione di caffè nel Guatemala, e il 10 gennaio se ne interessò anche il New York Times. Una tale pubblicità tuttavia non sollevò un problema di incompatibilità, perché queste notizie vennero date proprio nel momento in cui l'amministrazione Eisenhower se ne andava e l'amministrazione Kennedy non si era ancora insediata.

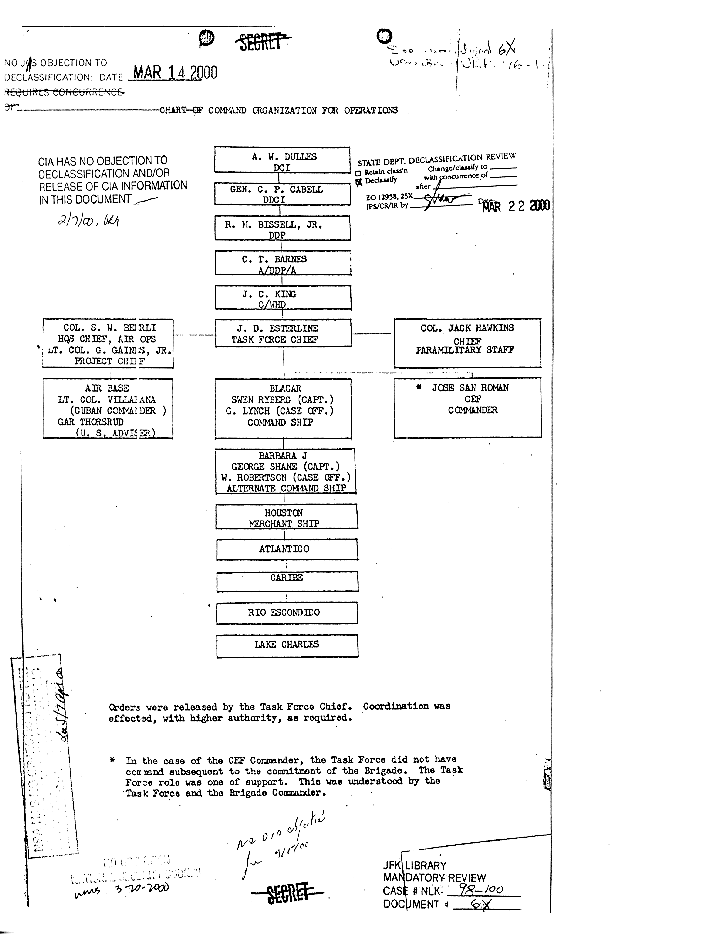
Declassificato CIA: organizzazione di comando delle operazioni alla baia dei Porci.

Il 17 gennaio 1961 l'operazione prese il nome in codice di "Operazione Pluto", poi cambiato in "Operazione Trinidad" e da ultimo in "Operazione Zapata"; l'azione fu approvata dal direttore della CIA Allen Dulles, che nominò Richard M. Bissell Jr. vicedirettore del piano, e venne autorizzata in febbraio dal neopresidente John Fitzgerald Kennedy. Il 7 aprile, Tad Szulc scrisse sul New York Times un articolo in prima pagina predicendo una probabile invasione di Cuba per la data del 18 aprile; quando Kennedy lesse l'articolo, rispose contrariato al responsabile editoriale del Times: «Castro non ha bisogno di spie negli Stati Uniti; tutto quello che deve fare è di leggere il giornale» («Castro doesn't need spies in the United States; all he has to do is read the newspaper»).
L'11 aprile 1961 fu invitato a Washington il capo di stato maggiore della Difesa britannico Louis Mountbatten, e l'MI-6, il servizio di spionaggio britannico che al tempo pullulava di spie doppiogiochiste che passavano documenti al servizio di spionaggio sovietico KGB, fu ufficialmente informato dell'operazione Zapata. I britannici non vedevano di buon occhio l'espansionismo statunitense su Cuba.
Il 13 aprile 1961 Radio Mosca, in una trasmissione in lingua inglese, informò il mondo che entro una settimana sarebbe avvenuta l'invasione di Cuba da parte di un gruppo organizzato dalla CIA. Lo stesso giorno all'Avana avvenne il sabotaggio del grande magazzino "El Encanto", che fu ridotto in cenere da ordigni incendiari con i timbri dell'esercito statunitense.
Il 14 aprile 1961 il cancelliere tedesco Konrad Adenauer fu invitato a Washington e messo al corrente da Kennedy delle intenzioni statunitensi di rovesciare con le armi il governo cubano. Gli strateghi statunitensi si aspettavano una reazione sovietica all'invasione di Cuba e pensavano che i sovietici avrebbero risposto invadendo la Germania dell'Ovest: gli statunitensi offrirono copertura strategica ai tedeschi, ma Adenauer rispose malamente e le due parti litigarono tanto che alla fine decisero di distruggere la registrazione scritta del loro terzo incontro.

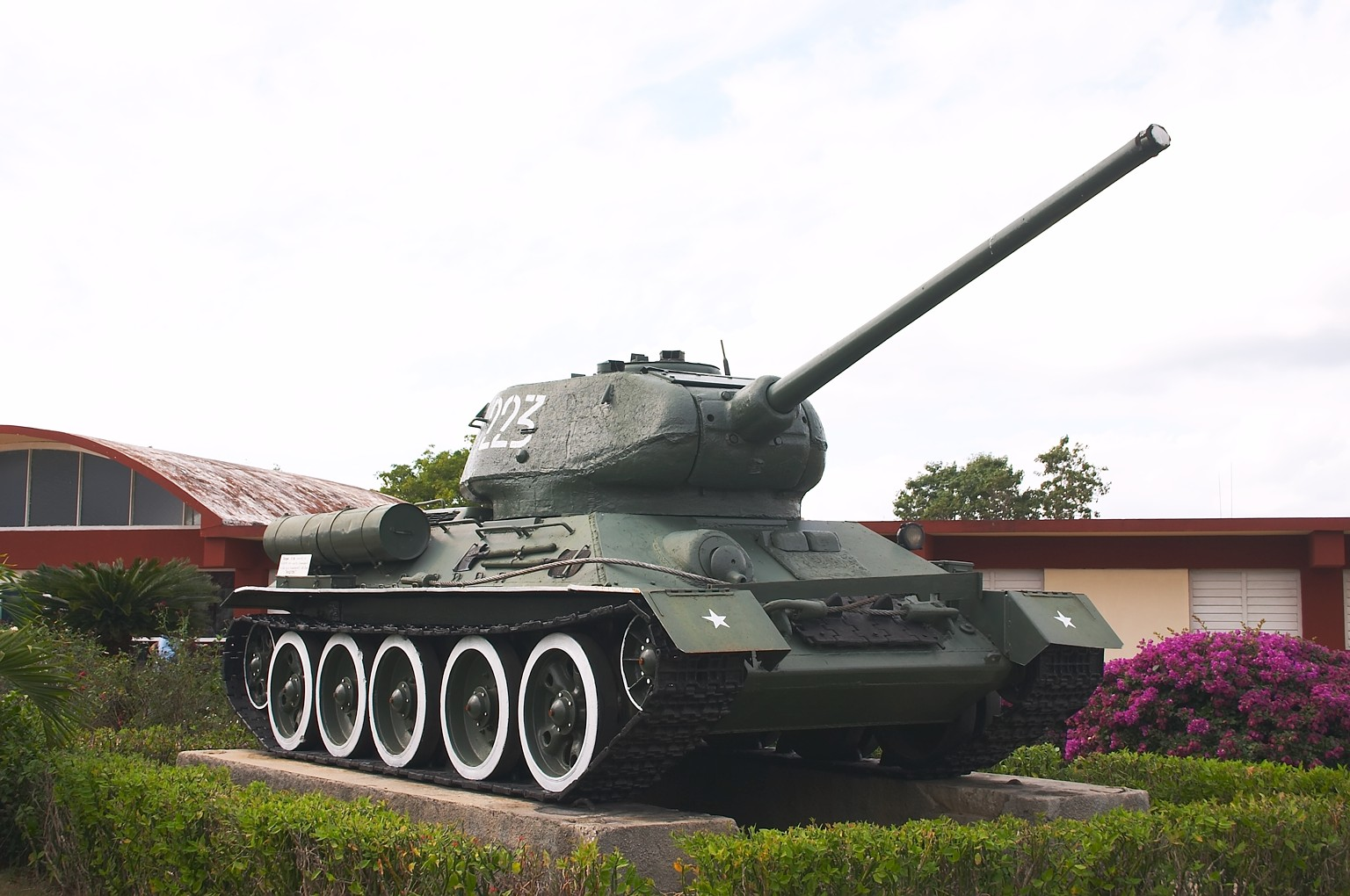
Un carro armato T-34 sovietico esposto al Museo del Giron.

I servizi segreti cubani furono ufficialmente avvisati dello sbarco anche da un agente del KGB: il programma per un'azione segreta contro il regime di Castro era diventato il segreto di Pulcinella e il governo cubano ebbe tutto il tempo di studiare un piano di difesa ben congegnato, nascondere gli aerei da combattimento, attivare la contraerea e vigilare le coste. Il governo cubano fu in grado così di dare tempestivamente un'adeguata risposta a ogni iniziativa statunitense.

### Pianificazione
In un primo tempo era prevista l'occupazione del porto di Trinidad, una città sulla costa meridionale di Cuba di 18 000 abitanti nota per il suo passato anticastrista, da parte di circa 300-400 guerriglieri anticastristi già presenti sulle montagne Escambray, in modo da avere un facile punto di sbarco e una via di fuga verso gli Escambray dove mettere in atto la guerriglia. Invece Kennedy scelse lo sbarco nella zona paludosa semi-desertica di Zapata nella quale si insinuava la Baia dei porci, che si rivelò un luogo di sbarco difficile per la presenza della barriera corallina e che non aveva vie di fuga. Il nuovo piano venne progettato da Jack Hawkins, colonnello dei Marine, sotto la direzione di Jacob Esterline, entrambi militari in forza alla CIA.
I paracadutisti avrebbero chiuso le vie di accesso alla zona.
I combattenti dovevano occupare una striscia di terra, da tenere almeno per una settimana, sulla quale far atterrare il governo provvisorio degli esuli cubani, che sarebbe stato riconosciuto dagli Stati Uniti. Questo nuovo governo avrebbe formalmente richiesto il sostegno militare statunitense, che avrebbe così potuto dichiarare guerra a Cuba adempiendo a tutti i vincoli e intervenire ufficialmente con le forze armate statunitensi: la Costituzione degli Stati Uniti prevede infatti che gli Stati Uniti non possano aggredire per primi uno stato estero, se non per aiutare uno stato amico che chiede aiuto; unico organo competente per dichiarare guerra ad uno stato estero è il Congresso, da cui la necessità per le amministrazioni di presentarsi sempre come lo strumento del ripristino dell'ordine e di creare adeguati casus belli. I membri del Concilio Rivoluzionario Cubano non parteciparono alla stesura dei piani di invasione, furono tenuti al corrente del cambiamento da Trinidad a Zapata ma non poterono esprimere un proprio parere operativo, e di ciò si sarebbero lamentati. Kennedy pose molte limitazioni riguardo alle regole di ingaggio:
- il 3 marzo ordinò che non vi fosse alcun diretto coinvolgimento della forza militare statunitense nell'invasione di Cuba;
- il 7 aprile ordinò che nessun cacciatorpediniere potesse avvicinarsi a meno di 32 chilometri (20 miglia) dalla costa cubana; che le unità navali statunitensi non sparassero se non direttamente attaccate e che, se la forza statunitense fosse stata costretta all'intervento per soccorrere gli attaccanti, l'operazione sarebbe stata cancellata automaticamente.

### I contrari all'intervento
A Kennedy non mancarono avvisi, da personale competente, che quest'operazione poteva andare male; ma l'operazione fu mandata avanti lo stesso. Il 28 gennaio, nel corso di una riunione, il generale Lyman Lemnitzer, coordinatore dei capi di stato maggiore congiunti (Chairman of the Joint Chiefs of Staff), che pure aveva progettato l'operazione Northwoods, parlò energicamente contro l'invasione affermando che le forze di Castro erano già troppo forti; nella stessa riunione Robert McNamara, segretario della Difesa degli Stati Uniti, stimò che tutte le operazioni segrete previste nei confronti di Castro, tra cui la propaganda, il sabotaggio, l'azione politica e il progetto di invasione, non avrebbero prodotto l'auspicato obiettivo di rovesciare Castro.
Anche fra i collaboratori di Kennedy vi furono molti pareri contrari. Il 29 marzo William Fulbright, senatore alla Commissione del Senato per le Relazioni Estere degli Stati Uniti, scrisse a Kennedy insieme al suo vice Pat M. Holt, un memorandum di 11 pagine nel quale dibatteva le conseguenze del rovesciamento del regime di Castro con la forza, piuttosto che attuare una politica più tollerante, di isolamento e di coalizione degli Stati latino-americani contro il dittatore cubano. Fulbright sostenne che «dare supporto a questa attività perfino segreta è quel che di ipocrita e cinico gli Stati Uniti denunciano in modo costante che fa l'Unione Sovietica alle Nazioni Unite e dovunque. Questo non può essere nascosto al resto del mondo e nemmeno alle nostre coscienze». Il 31 marzo Fulbright diede al Segretario di Stato Dean Rusk il memorandum, che esprimeva un parere negativo ispirato a motivi etici e legali: «Noi dovremmo violare deliberatamente gli obblighi fondamentali che abbiamo assunto nell'atto di Bogotà», fondativo dell'Organizzazione degli Stati Americani. Il 4 aprile Fulbright, invitato da Kennedy alla riunione di guerra che si teneva nella sala ovale, di fronte allo stato maggiore e a tutti i responsabili, si scagliò contro l'intera operazione in modo enfatico e incredulo, in un lungo discorso ispirato ai principi di libertà e uguaglianza dei Padri fondatori degli Stati Uniti d'America, sostenendo fra l'altro che «l'operazione era completamente sproporzionata rispetto alla minaccia e che avrebbe compromesso la nostra posizione morale nel mondo e reso impossibili le nostre proteste per le violazioni dei trattati da parte dei comunisti». Il discorso di Fulbright lasciò tutti indifferenti con l'eccezione di Schlesinger e del presidente.
Il 10 aprile Arthur Schlesinger, assistente speciale di Kennedy, storico ed esperto di politica estera specialmente per l'America Latina, lasciò una nota di 10 pagine al presidente elencando i motivi della propria contrarietà allo sbarco,,. Il memorandum esponeva alle riflessioni di Kennedy due basilari argomenti contrari: per quanto equipaggiamento ed effettivi potessero sembrare cubani, gli Stati Uniti sarebbero stati comunque ritenuti responsabili dell'operazione; il regime di Castro, poi, era troppo forte per poter essere abbattuto con un solo sbarco, per cui l'operazione poteva finire male.
Anche McGeorge Bundy, assistente al presidente per gli affari di sicurezza nazionale, diede parere negativo. Adlai Ewing Stevenson II, ambasciatore statunitense alle Nazioni Unite, quando seppe del progettato sbarco da Schlesinger, dichiarò esplicitamente che disapprovava l'intero progetto e si lamentò di non aver avuto modo di esprimere il suo parere. Dean Acheson, avvocato e uomo di stato con una lunga esperienza di politica estera statunitense, collaboratore non ufficiale vicino a Kennedy, gli disse che l'idea gli sembrava disastrosa perché 1 500 uomini erano troppo pochi. Chester Bowles, sottosegretario di stato ossia supplente di Dean Rusk, fu sconvolto dal programma di invasione e il 31 marzo consegnò a Rusk un promemoria in cui si diceva fermamente contrario all'invasione. Kenneth P. O'Donnell, assistente speciale al presidente, si disse contrario perché lo sbarco avrebbe comportato un'escalation e un confronto armato con l'Unione Sovietica, un'idea condivisa da Kennedy.

## Forze in campo

### Forze Armate Rivoluzionarie di Cuba
Nel 1961 le Fuerzas Armadas Revolucionarias de Cuba (FAR) si trovavano ancora in una fase di riorganizzazione e transizione: armi ed equipaggiamenti moderni forniti dai paesi del Patto di Varsavia o acquistati nelle nazioni europee erano ancora in fase di consegna, e gran parte degli uomini doveva tirare avanti con i rimasugli del vecchio esercito di Batista.
Le forze terrestri regolari erano suddivise in nove divisioni di fanteria, ciascuna con due brigate di 1 800 uomini e unità di supporto, oltre a una nuova divisione corazzata recentemente formata con l'assistenza sovietica. A parte alcune aliquote della divisione corazzata e alcune batterie di artiglieria le forze regolari non furono coinvolte negli scontri della Baia dei Porci, che invece furono portati avanti principalmente dalla Milizia nazionale rivoluzionaria (MNR), un'organizzazione paramilitare di recente formazione composta sostanzialmente da gruppi di civili armati raccolti tra i sostenitori della rivoluzione: nove battaglioni della milizia, oltre a una batteria d'artiglieria e altre unità ausiliarie, sostennero il grosso degli scontri alla Baia dei Porci. Anche un battaglione della Policía Nacional Revolucionaria prese parte ai combattimenti.
L'arsenale di armi leggere era alquanto variegato, comprendendo armi di origine statunitense risalenti alla seconda se non alla prima guerra mondiale, o anche più vecchie: fucili Krag-Jørgensen, Springfield M1903 ed M1 Garand, carabine M1 Carbine, mitra Thompson; le forniture del blocco orientale comprendevano mitra PPŠ-41 e PPS sovietici, mitra Sa vz. 23 e fucili vz. 52 cecoslovacchi, mentre dal Belgio erano stati acquistati alcuni moderni fucili FN FAL. La divisione corazzata schierava carri armati T-34/85 e cacciacarri SU-100 sovietici, mentre le unità di artiglieria aveano ricevuto pezzi sovietici in calibro 76 e 122 mm.
L'inventario della Defensa Anti-Aérea y Fuerza Aérea Revolucionaria (DAFAR) non è del tutto noto, ma si ritiene che nell'aprile 1961 i velivoli da combattimento operativi fossero: nove bombardieri Martin B-26 Marauder di fabbricazione statunitense, dieci caccia Hawker Sea Fury di origine britannica, due caccia North American P-51 Mustang e due caccia Republic P-47 Thunderbolt statunitensi, oltre a quattro jet d'addestramento Lockheed T-33 Shooting Star sempre di origine americana; il resto della linea di volo comprendeva un OS2U-3 Kingfisher, un C-46, 3 C-47 da trasporto e un Beech C-45. Il comandante dell'aeronautica cubana, temendo un bombardamento, aveva predisposto l'occultamento degli aerei da combattimento lontano dalle basi, protetti da reti mimetiche, facendo dormire i piloti al pomeriggio sotto le ali degli aerei in modo che fossero ben protetti ma pronti all'intervento in qualsiasi momento. Inoltre, furono lasciati sulle piste degli aeroporti vecchi aerei civetta non funzionanti, per attirare su di loro le bombe e ingannare gli attaccanti.

### Brigada Asalto 2506
A partire da ottobre 1960, circa 1 400 uomini cubani furono reclutati a Miami; tra questi si contavano 110 latifondisti, 24 grandi proprietari terrieri, 67 proprietari di immobili, 112 grandi commercianti, 194 ex militari e poliziotti, 179 benestanti della borghesia, 55 magnati dell'industria, 112 sottoproletari, 236 lavoratori a tempo indeterminato, 
82 dirigenti, 200 membri di club aristocratici e 82 soldati statunitensi. Queste persone furono addestrate da agenti della CIA, in una azienda (finca) di caffè, di proprietà di Robert Allejos, fratello di Carlos ambasciatore del Guatemala negli Stati Uniti. La base, chiamata Campo Trax, vicino a Retalhuleu sulle montagne meridionali del Guatemala, era al comando di Jack Hawkins. Alcuni dei membri della brigata erano figli di uomini politici di appartenenza al Concilio Rivoluzionario Cubano, fondato a Miami, con a capo Josè Mirò Cardona. Circa 240 uomini erano studenti universitari, 200 uomini erano ex militari cubani della truppa di Batista, dei quali 14 ricercati a Cuba per omicidio comune.
Questo corpo di spedizione venne chiamato "Brigata 2506", che era il numero di matricola di uno dei suoi membri morto durante un addestramento. Ogni soldato era pagato 400 dollari al mese durante l'addestramento, con una cifra addizionale di 175 dollari per la moglie e qualcosa in più per ogni figlio. I comandanti militari, assunti dal responsabile esecutivo della CIA Richard Bissel, furono gli stessi usati per il colpo di stato in Guatemala contro Arbenz del 18 giugno 1954: Tracy Barnes, David Atlee Phillips, David Morales, Jake Esterline, William "Rip" Robertson, Howard Hunt, Gerry Droller alias Frank Bender più tre nuovi, Desmond Fitzgerald, William Harvey e Ted Shackley; tutti uomini della CIA.
Il comando della Brigata 2506 non fu dato, come di uso, a un colonnello ma a un medico: Cardona fu costretto da Allen Dulles a ingaggiare Manolo Artime, un giovane medico di 28 anni, inviato dall'ala conservatrice cattolica dei Gesuiti, appoggiato da padre Posada, un sacerdote gesuita, che lo fece incontrare col cardinale Avery Robert Dulles pure membro gesuita, che lo pose sotto la protezione di suo zio Allen Dulles. Gli altri comandanti furono Pepe San Roman, Eneido Oliva, vice comandante, e i due supervisori della CIA Grayston Lynch e William "Rip" Robertson della Special Activities Division.
Il 14 aprile 1961, la forza paramilitare cubana partì da Puerto Cabezas, in Nicaragua, salutata dal generale Luis Somoza, presidente del Nicaragua. Quando Castro lesse l'articolo sul Washington Post disse: «Adesso sappiamo quando ma non sappiamo ancora dove». Partirono sei navi mercantili, la Blagar, la Caribe (nome in codice Sardina), la Atlantico (nome in codice Tiburon), la Barbara, la Houston (nome in codice Barracuda) e la Rio Escondido (nome in codice Ballena), più una vecchia nave da sbarco (Landing Craft Infantry, LCI), la USS San Marcos, prese in affitto dalla Garcia Lines, società marittima di Alfred Garcia, al prezzo di 600 dollari al giorno per ogni nave, più carburante, cambusa e personale.
L'Atlantico (Tiburon) aveva otto gommoni da sbarco lunghi circa sei metri, con motori fuoribordo, cinque con un motore Evinrude da 75 hp e tre con motori Evinrude da 45 hp. La Houston (Barracuda) trasportava uomini, carburante, 4 carri armati leggeri M41 Walker Bulldog, 10 autocarri con mitragliatrici di calibro .50, 75 bazooka, 60 mortai, 21 cannoni da 57 mm, cannoni da 76,2 mm, 54 mitragliatrici pesanti calibro .50, 39 mitragliatrici leggere calibro .303, 8 lanciafiamme, 22 000 bombe a mano, 108 fucili BAR, 470 mitragliette M3, 635 carabine M1 Garand, 465 pistole, mine anticarro, munizioni e rifornimenti.

### Forza aerea CIA

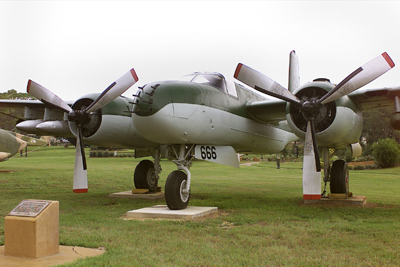
Bombardiere Douglas B-26A Counter Invader ad Hurlburt Field, Florida.

La forza aerea era formata da 16 bombardieri B-26 d'epoca (ma ne furono usati solo 8 per decisione di Kennedy), 6 C-46 da trasporto, 8 C-54 e 2 idrovolanti Catalina. La CIA comprò per mezzo della compagnia Intermountain Aviation 26 bombardieri B-26C di cui 20 in buono stato e resi operativi. Altre compagnie che sorressero l'Operazione Zapata furono la Civil Air Transport (CAT), una compagnia fondata dal generale Chennault fin dal 1946 e che fu regolarmente acquistata dalla CIA e ridenominata Pacific Corporation Holding, la quale includeva nuove compagnie come la Southern Air Transport (SAT), e le due piccole Air America e Air Asia.
Il generale Doster, comandante dell'Alabama National Guard, l'unica forza aerea statunitense ad avere ancora in dotazione i B-26, pensò a trovare i piloti. Per mezzo della compagnia Double-Check Corporation, Doster reclutò circa 80 americani esperti in B-26, alcuni provenienti dal 117º TRW, USAF, per riparare gli aerei e addestrare i cubani, e circa 60 cubani, tra i quali scegliere gli equipaggi. Per non dare nell'occhio bombardieri e piloti furono relegati in una vecchia base aerea dei marine in disuso, a Opa-locka vicino a Miami. Ufficialmente gli equipaggi erano controllati e pagati dalla Caribbean Marine Aero Corporation, mentre l'addestramento avveniva ufficialmente per mezzo della Zenith Technical Enterprises Inc.
L'armamento dei bombardieri fu acquistato per mezzo della Caraibic, meglio nota come Interarms Company, del trafficante d'armi Samuel Cummings. Sabato 15 aprile 1961, circa alle 02:30, i bombardieri B-26 Invader, ritinteggiati con le insegne cubane, decollarono: 6 dalla base aerea di Retalhuleu in Guatemala (nome in codice Rayo Base) e 2 da Puerto Cabezas in Nicaragua (nome in codice Happy Valley), verso i bersagli loro assegnati, gli aeroporti dove stazionavano i caccia castristi e altri aerei cubani.

### Scorta statunitense
La flotta statunitense, composta dalla portaerei USS Essex, da 5 cacciatorpediniere (Conway, Cony, Eaton, Murray e Wailer) e 1 sommergibile (Cobbler), nome in codice forza Alfa, più 2 cacciatorpediniere Bache e Beale di riserva e 7 vascelli da sbarco, fu schierata in acque internazionali, con l'ordine soltanto di scortare il corpo di spedizione. Erano presenti anche la portaerei USS Wasp, nome in codice Task Force Bravo, con il proprio gruppo di cacciatorpediniere antisommergibile e un sommergibile, situati a fianco alla Essex, e la portaerei USS Independence e i suoi 6 cacciatorpediniere antisommergibile e un sommergibile, situati a sud nella Baia di Guantanamo.
Un tale spiegamento di forza navale antisommergibile statunitense, regolarizzata dall'Ufficio di Spionaggio Navale (Office of Naval Intelligence) al tempo comandato dall'Ammiraglio Vernon L. Lowrance, fu indotto dalla rilevazione di unità sommergibili sovietiche dislocate lungo la costa dell'isola di Cuba.

## L'invasione

### Il bombardamento
Lo sbarco vero e proprio fu preceduto da una serie di attacchi aerei (Operazione Puma) che avevano lo scopo di distruggere la forza aerea cubana.
 I vecchi Douglas A-26 Invader americani dell'Alabama Air Guard furono ridipinti in modo da sembrare quelli della forza aerea cubana, sperando che i cubani li scambiassero per aerei di rivoltosi cubani in lotta contro il regime di Castro.
Furono effettuati dei piccoli bombardamenti in alcune zone dell'Avana e a Santiago de Cuba; furono colpiti aerei parcheggiati negli aeroporti militari per un totale di tre o quattro B-26C, un C-47, un FB 541 Fury del FAR e un DC-3 della line aerea civile cubana, e un serbatoio di carburante. A Camp/Ciudad Libertad, i bombardieri non trovarono i Sea Fury parcheggiati all'aeroporto, e sostennero di aver colpito solo un T-33A d'addestramento; nell'attacco morirono 7 persone.

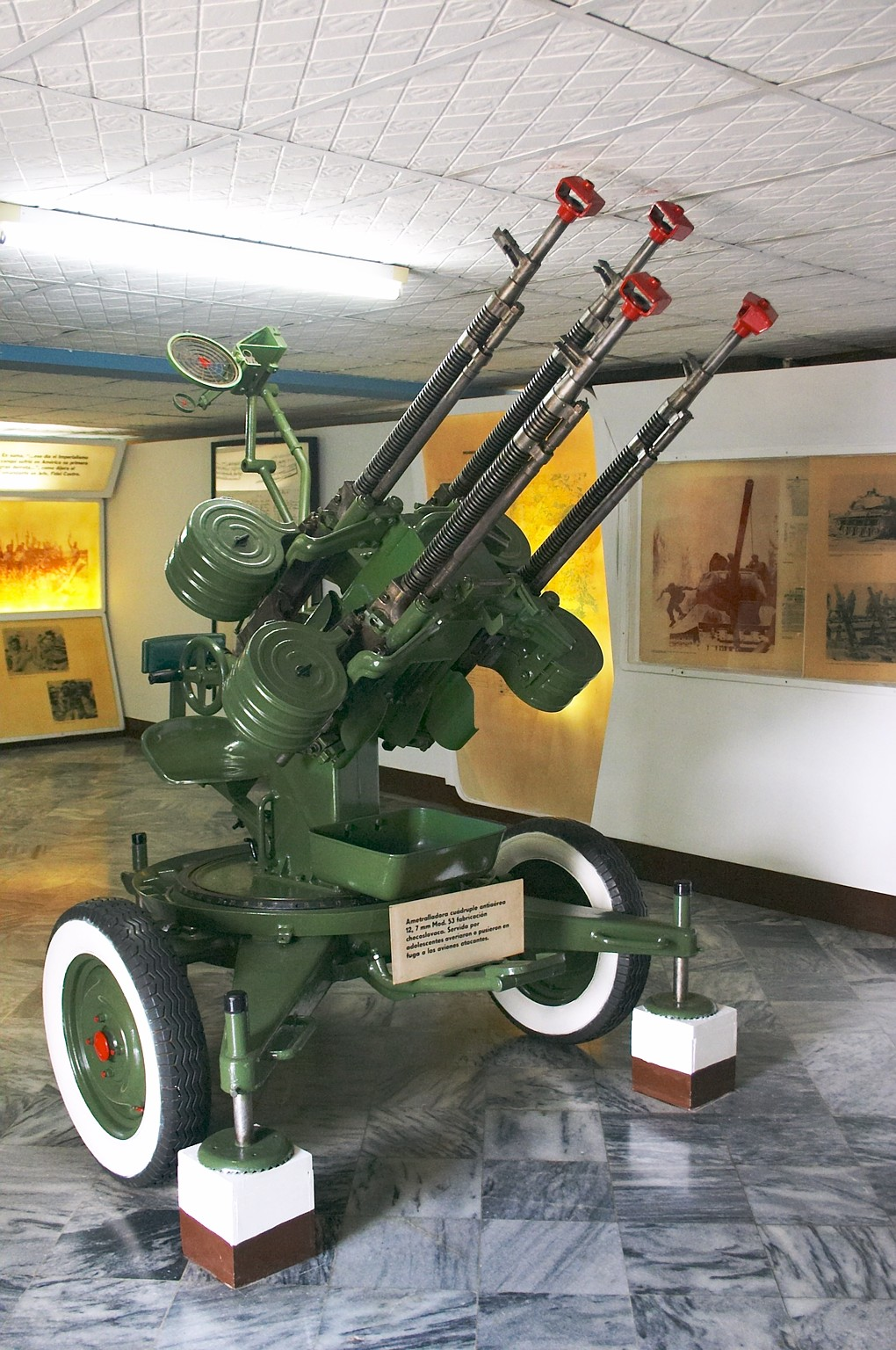
Mitragliera antiaerea, al Museo del Giron.

Il bombardiere B-26B nome in codice "Puma 3" fu colpito dalla contraerea e cadde sulla costa nord dell'Avana, morirono 4 avieri dell'Alabama Air Guard. Un secondo bombardiere B-26B, nome in codice "Puma 1", che volava in coppia con "Puma 3" fu danneggiato da una salva di proiettili e, avendo poco carburante, invece di ritornare in Nicaragua dirottò negli Stati Uniti, atterrando a Boca Chica, vicino a Key West. I due bombardieri B-26B, nome in codice Linda, andarono a San Antonio de los Banos, e distrussero un T-33, un C-47, un AT-6 e un altro DC-3. I bombardieri furono danneggiati dal fuoco contraereo e fecero un atterraggio di fortuna a Grand Cayman. Negli attacchi morirono 57 persone.
Gli aerei di spionaggio dell'aviazione statunitense U-2, in volo ad alta quota sopra l'Isola di Cuba, scattarono delle fotografie e diedero l'immagine reale dell'attacco aereo, mostrando che si poteva confermare la distruzione a terra di solo cinque aerei delle FAR, mentre altri, pur essendo stati colpiti, si dovevano considerare solo danneggiati.

### Giustificazioni
Il piano statunitense prevedeva che un aereo militare ridipinto con le insegne cubane, pilotato da Mario Zuniga, atterrasse a Miami per dare al mondo la falsa notizia che l'aeronautica militare cubana aveva disertato e si era schierata con gli insorti. Ma quando questo aereo atterrò, trovò già all'aeroporto un altro aereo cubano, di un altro disertore; inoltre all'aeroporto si trovava anche il bombardiere statunitense con le insegne cubane che era stato colpito e aveva dovuto fare un atterraggio di fortuna. Tre aerei, tre piloti, tre verità: Zuniga, il falso disertore, diceva che c'era un sollevamento popolare, l'altro disertore, molto opportunamente, aveva detto che sollevamenti anticastristi non ce n'erano; davanti all'incalzare dei giornalisti il primo non riuscì a mentire e snocciolò la verità. Fidel Castro portò la questione all'ONU, accusando gli Stati Uniti di aver bombardato Cuba.
Il 15 aprile Adlai Stevenson, l'ambasciatore statunitense all'ONU, si levò a difendere il suo paese dalle accuse che gli aerei cubani che avevano attaccato l'isola avessero ricevuto aiuto dagli Stati Uniti. Derise le accuse dicendo che erano senza fondamento e sostenne che gli aerei da bombardamento erano partiti dagli aeroporti cubani stessi. Per sostenere tale difesa mostrò la foto di uno degli aerei con gli scudetti cubani. Un giornalista fece notare che il muso dei bombardieri nelle foto era di solido metallo pitturato in colore oliva scuro, mentre l'aereo del disertore cubano aveva il muso chiaro di plastica. L'ambasciatore Stevenson fu pubblicamente smentito, e allora rispose a Kennedy, chiedendo pubblicamente in una successiva riunione dell'ONU, di far cessare l'attacco.
Dopo questo bombardamento, apparve chiaro al governo cubano che si stava preparando un'invasione e furono arrestate dalla polizia e preventivamente rinchiuse nei cinema e nei teatri circa 200 000 persone, notoriamente dissidenti, che avrebbero potuto partecipare all'insurrezione prevista nel piano operativo statunitense. Il 16 aprile 1961 Castro dichiarò Cuba stato socialista.
Una seconda tornata di bombardamenti, programmata per il 16 aprile, fu annullata da Kennedy su consiglio di Rusk e pressione di Bundy, perché ormai era apparso chiaro all'ONU, ai sovietici e al mondo intero che i bombardieri B-26 non partivano da Cuba ma erano aerei americani camuffati, con equipaggi americani.

### Lo sbarco
Il 17 aprile, all'una di notte, un gruppo di uomini rana arrivò sulla spiaggia per segnalare alle navi la posizione dello sbarco. Una camionetta cubana in perlustrazione li scambiò per pescatori, ma un uomo rana aprì il fuoco contro la camionetta, gettando l'allarme fra le forze cubane, che in questo modo seppero che lo sbarco era incominciato. I 1453 uomini del corpo di spedizione anticastrista cominciarono lo sbarco nella Baia dei Porci, portando a terra anche carri armati e camion. Ad attenderli trovarono i soldati dell'esercito cubano, al comando dei quali c'erano gli ex guerriglieri del Movimento 26 luglio, più esperti nel combattimento in quelle zone, che avevano attraversato durante i mesi della rivoluzione fino ad arrivare alla presa dell'Avana.
Allen Dulles si trovava a Puerto Rico per imbarcarsi col gruppo dell'Operazione 40, ideata dalla CIA e tenuta segreta anche allo stesso Kennedy, che comprendeva un gruppo di tiratori scelti della CIA, inizialmente 40 e poi portati a 70 militari e poi 80, che avevano il compito di falcidiare i quadri politici comunisti cubani. A capo dello squadrone della morte c'era Joaquin Sanjenis Perdomo, ex capo della polizia a Cuba, al tempo del presidente Carlos Prío Socarrás e ne facevano parte David Atlee Philips, Howard Hunt e David Sánchez Morales.

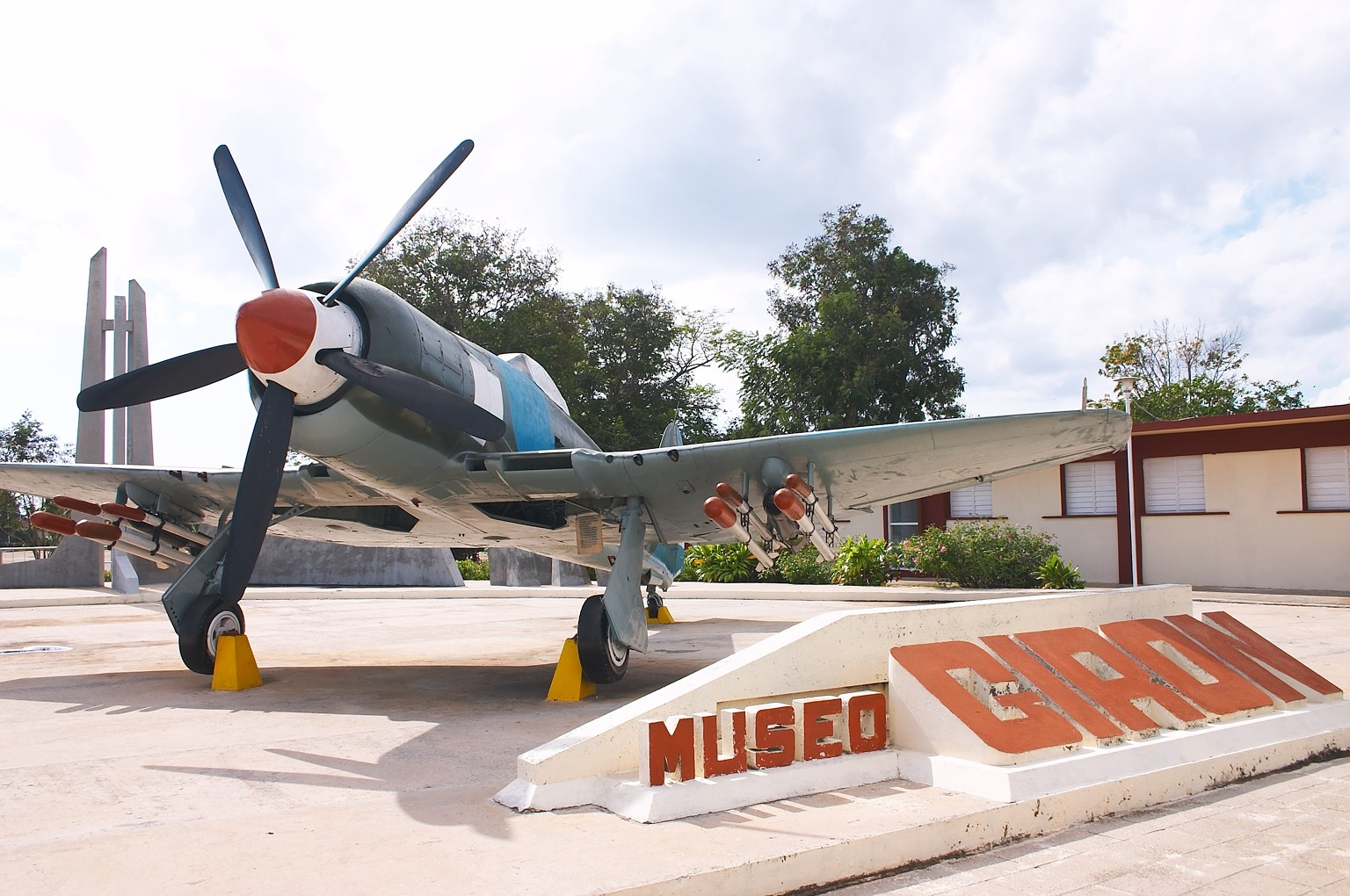
Aereo da caccia cubano FAR Hawker Sea Fury FB11-541, al Museo del Giron.

Gli aerei da caccia cubana delle FAR, più i T-33 (aerei d'addestramento e armati nella necessità di sola mitragliatrice), salvatisi dai bombardamenti del 15 aprile perché nascosti lontano dagli aeroporti, si levarono in volo e, sparando dei razzi da 76 mm, affondarono la nave di comando Rio Escondido e la nave Houston che trasportavano le munizioni, le radio ricetrasmittenti e i rifornimenti, lasciando gli attaccanti completamente inermi, senza collegamenti, senza benzina e senza alimenti.
Il capitano Enrique Carreras Rojas, noto come "il nonno", lanciò quattro razzi verso la Houston, in navigazione otto chilometri a sud della Plaia Lunga, colpendola. Altri due aerei la colpirono con i loro razzi. Per salvarla dall'affondamento, il capitano della Houston diresse la nave verso la costa, facendola arenare. Gli aerei rientrarono e ricaricati fecero una nuova incursione colpendo la Rio Escondido, ferma proprio di fronte alla Plaia del Giron, che, essendo carica di combustibile, prese fuoco e affondò in breve. In successivi attacchi fu danneggiata un'altra nave che si allontanò, furono danneggiati molti mezzi da sbarco e tre barche.

### Secondo giorno
Il 18 aprile alle ore 14:00 Chruščëv minacciò subito un intervento delle forze armate sovietiche. Scrisse da Mosca una lettera intitolata "Sia posta fine all'aggressione statunitense contro la Repubblica di Cuba (End U.S. Aggression Against the Republic of Cuba). Il contingente della CIA, Operazione 40, con Allen Dulles, trasportati su un battello, in rotta verso l'Avana, fu richiamato quando si seppe che non poteva essere impiegato perché lo sbarco era fallito.

### Ritiro

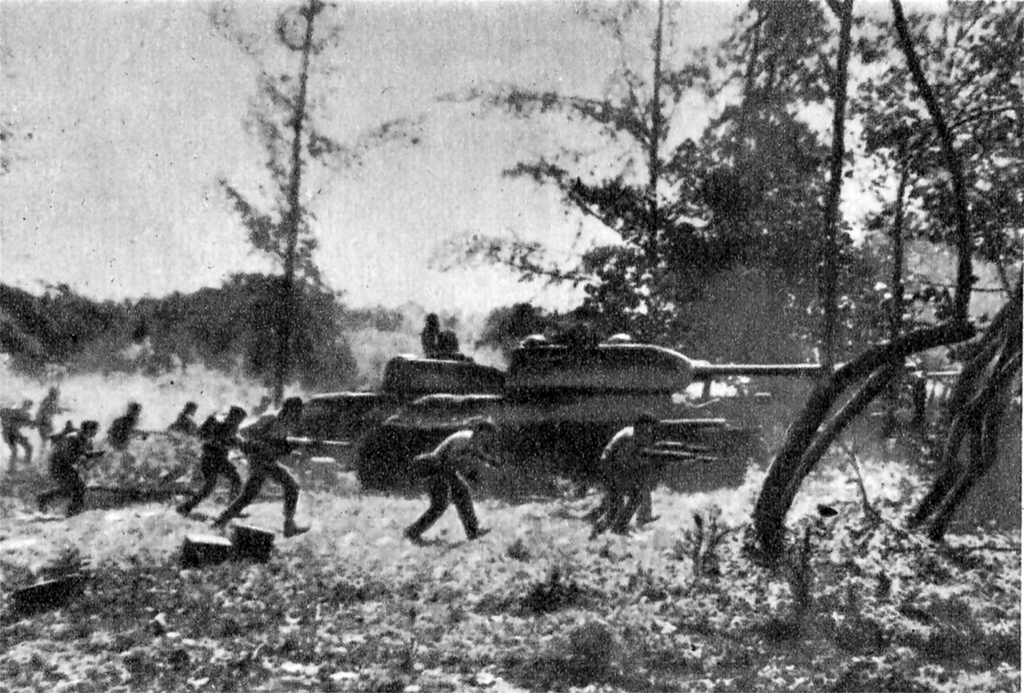
Carri T-34/85 delle forze castriste durante un contrattacco contro le postazioni degli esuli il 19 aprile

Il 19 aprile, il corpo di sbarco, avendo finito le munizioni ed essendo senza cibo e acqua, fisicamente allo stremo, incominciò la ritirata verso la spiaggia del Giron, dove fu stretto in un cul de sac. Furono mandati 8 bombardieri B-26 per aiutare il corpo di spedizione in ritirata. Affinché non fossero falciati dal fuoco cubano, sulla portaerei Essex fu preparato un gruppo di Skyhawk A-4s, ridipinti di grigio chiaro, cancellando tutti gli scudetti e i numeri d'ordine, e armati con cannoni da 20 mm. Questi aerei furono mandati come scorta ai bombardieri B-26 ma arrivarono un'ora in ritardo a causa di un malinteso dovuto alla differenza di fuso orario fra l'ora locale del Nicaragua e di dove si trovava la portaerei vicino a Cuba.
Di conseguenza, i bombardieri avanzarono ugualmente ma ne furono abbattuti quattro e allora i restanti quattro tornarono indietro. Leo Francis Berliss e Thomas Williard Ray, piloti statunitensi dei B-26, avevano combattuto, cercando, con bombe, razzi e mitragliatrici, di rallentare la stretta del cul de sac e dare modo ai soldati di ritirarsi. I due piloti americani, abbattuti dai più veloci Sea Fury e T-33, sopravvissero ma cercando di scappare furono colpiti e i loro corpi furono congelati e tenuti a Cuba a estrema memoria, come prova del coinvolgimento statunitense.
Quando i dirigenti del Concilio Rivoluzionario Cubano, che erano riuniti all'aeroporto militare di Opa-Loka, vicino a Miami, pronti a partire per prendere le redini del paese, si resero conto che la partenza veniva rimandata, intuirono che qualcosa stava andando male e si preoccuparono molto. Nessuno sapeva che cosa fare così avvisarono Kennedy che mandò Berle e Schlesinger. Questi entrarono in una baracca al centro dell'aeroporto, verso le 8:15, e vi trovarono il consiglio rivoluzionario: Manuel Ray, Justo Carrillo, Carlos Hevia, Mirò Cardona, che aveva un figlio alla Baia dei Porci, Antonio Maceo, che pure aveva un figlio fra i combattenti, e Tony Varona, che là aveva un figlio, due fratelli e due nipoti. Cardona chiese l'intervento dell'aeronautica militare statunitense per rovesciare le sorti della battaglia.
Varona fece un veemente discorso elencando gli errori della CIA e concluse chiedendo l'intervento dell'aeronautica militare statunitense. Justo Carrillo fece un discorso politico sottolineando il fatto che una sconfitta alla Baia dei Porci sarebbe stata una "sconfitta mondiale della democrazia". Manuel Ray criticò la CIA, dicendo che aveva puntato tutto sull'invasione invece che sulla guerriglia interna. Carlos Hevia, amico di Kenneth Galbraith, e Varona dissero che volevano essere trasportati sulla spiaggia e morire con i loro connazionali oppure con un bombardamento massiccio trasformare la sconfitta in vittoria. Varona minacciò di fuggire e andare a Miami a tenere una conferenza stampa.
Berle e Schlesinger non sapevano che cosa fare e decisero di portare il gruppo a Washington per parlare con il presidente. Kennedy disse che la lotta contro il comunismo si combatteva su molti fronti e che in questa lotta gli Stati Uniti non potevano perdere di vista l'intero quadro della situazione mondiale. Poi Kennedy diede disposizioni per il piano di salvataggio dei superstiti.

### Conclusione
Fra il 17 e il 20 aprile dieci piloti delle FAR cubane effettuarono settanta missioni, abbattendo nove bombardieri B-26 americani su sedici impiegati, affondando due navi da 5 000 tonnellate su sei impiegate e inoltre una nave comunicazioni, tre lance da sbarco d'equipaggiamento e cinque lance da sbarco truppa.
L'operazione Zapata, nonostante i combattenti sbarcati avessero ricevuto un approfondito addestramento militare americano, un rilevante supporto logistico, fu un clamoroso insuccesso. I combattenti anticastristi ebbero circa 104 morti, mentre l'esercito cubano ebbe 157 morti - ma sotto i bombardamenti morirono molti civili. 26 combattenti riuscirono a ritirarsi e furono tratti in salvo sul sommergibile americano in condizioni pietose, essendo rimasti 5 giorni senza cibo e senza acqua.
Circa 1 113 controrivoluzionari si arresero, furono arrestati, imprigionati e processati; furono trattati duramente e venti mesi dopo, il 21 dicembre 1962, furono rilasciati in cambio di 53 milioni di dollari in alimenti per bambini e farmaci.
Solo due di loro, che erano stati condannati in precedenza a Cuba per omicidio, furono trattenuti e condannati a trent'anni di prigione.

## Conseguenze
(1961, Elspeth Davies Rostow, moglie di Walt Rostow, riferendosi ai militari americani che avevano organizzato e fallito l'invasione di Cuba.)

Il discredito ricadde sulle spalle di John F. Kennedy, che commentò: 
(John F. Kennedy nell'annuncio televisivo della sconfitta)
Chruščëv da Mosca, il 22 aprile, accusò pubblicamente Kennedy in una lettera intitolata Di quale libertà state parlando? (Of What Freedom Are You Speaking?).
Kennedy, coerentemente con i discorsi della campagna elettorale improntata su auspici di pace e libertà della Nuova Frontiera, rispose che gli Stati Uniti non intendevano invadere Cuba e a un sondaggio popolare risultò che nell'85% del popolo americano Kennedy era aumentato d'immagine.
La figura di Castro si rinsaldò, avvicinandosi ulteriormente a Mosca. Fidel Castro decise di dotarsi di missili difensivi in caso di futuri attacchi, decisione che, sfociando nella crisi dei missili sovietici installati a Cuba, come quelli che gli Stati Uniti l'anno precedente avevano installato in Turchia, avrebbe portato il mondo a un passo da una guerra nucleare. In cambio del ritiro dei missili, Chruščëv ottenne da Kennedy l'impegno formale a non attaccare militarmente l'isola di Cuba. 
Ugualmente Fidel Castro ha subito circa 260 attentati da parte della CIA, di terroristi, bombardamenti del territorio e attentati dinamitardi durante la stagione del terrorismo degli Stati Uniti contro Cuba.

### Responsabilità

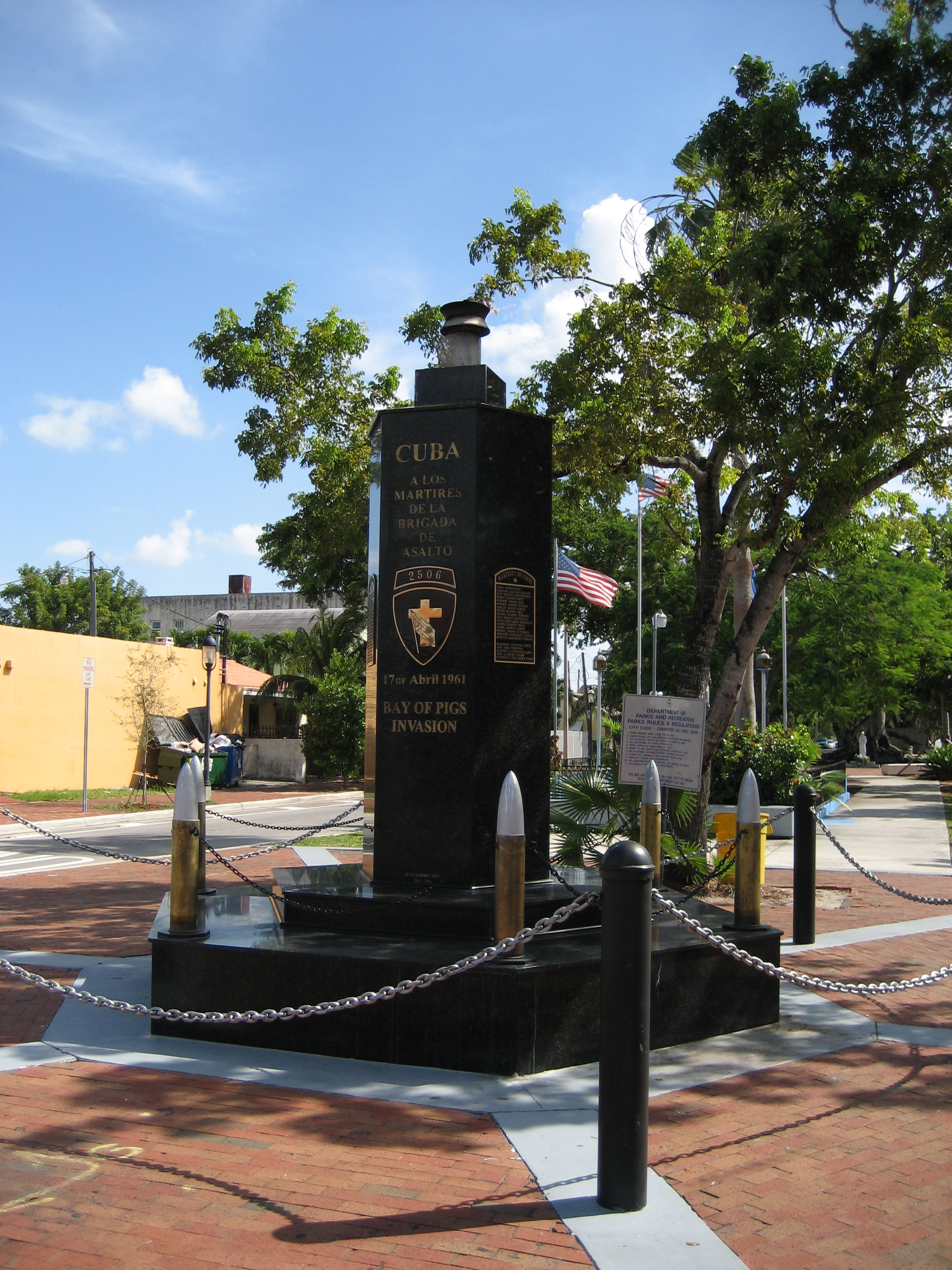
Il memoriale dell'operazione situato nel quartiere di Little Havana a Miami in Florida.

Kennedy era adirato con i massimi dirigenti della CIA. Nel novembre 1961 Kennedy silurò Allen Dulles, direttore della CIA, e il vicedirettore della CIA Charles Cabell. Kennedy per Richard Bissel trovò il posto di direttore del nuovo e prestigioso dipartimento di scienze e tecnologie ma Bissell rifiutò, per diventare invece direttore dell'Istituto di analisi per la Difesa, nel febbraio 1962. Kennedy non mancò di rinfacciare a Schlesinger e Bundy, che si erano opposti all'invasione di Cuba, di non essere stati abbastanza energici nell'opporsi. L'apertura di un'inchiesta giunse alla conclusione che la CIA non era competente a progettare e condurre un'azione paramilitare e che doveva limitarsi alla raccolta di notizie di spionaggio e operazioni di tipo non militare, come confermato anche da un'inchiesta interna aperta dalla CIA.
Dulles incaricò di questo il generale Lyman Kirkpatrick, ispettore generale di sorveglianza delle operazioni cubane (Inspector General Survey of the Cuban Operation), che stilò nell'ottobre 1961 un rapporto (Kirkpatrick Report). L'analisi della situazione fatta da Kirkpatrick fu corretta da un punto di vista di realtà ma fu espressa in modo inadeguato, usando una terminologia iperbolica che drammatizzava il responso, diminuendogli di valore e fu pubblicata 37 anni dopo, nel 1998, sia dall'archivio di stato americano, sia in un libro di Peter Kornbluh. Secondo questo rapporto, il personale della CIA deviò dai suoi compiti istituzionali, non fu efficiente, commise gravi errori e omissioni che comportarono degli errori di valutazione e il fallimento dell'operazione. Richard Bissel Jr., vicedirettore dell'Operazione Zapata, fu ritenuto il responsabile operativo del disastro. Però leggendo i documenti, appare chiaro che Bissel seguì pedissequamente i comandi e le regole di ingaggio volute dal presidente Kennedy, cambiando la città di Trinidad con l'acquitrino di Zapata, accettando che non venissero fatti ulteriori bombardamenti e che non intervenisse né la forza aerea, né la forza terrestre statunitense.

### Costo dell'operazione
Eisenhower approvò una spesa iniziale di 4 400 000 dollari (nel 1959) che comprendeva 950 000 dollari per l'azione politica, 1 700 000 dollari per la propaganda, 1 500 000 dollari per le forze paramilitari e 250 000 dollari per lo spionaggio. Un anno dopo, alla realtà dei fatti il costo della guerra per i contribuenti statunitensi ammontava a più di 46 milioni di dollari, a cui si aggiunsero 53 milioni di dollari di risarcimento a guerra finita.